# Жёлтая книга
«Жёлтая книга» (англ. The Yellow Book) — английский литературный ежеквартальный журнал, издававшийся в 1894—1897 годах и давший название «жёлтые девяностые» последнему десятилетию XIX века.
«Жёлтая книга» стала ярчайшим в Англии проявлением культуры декадентства и собрала многих деятелей эстетизма 1890-х гг. На страницах журнала был представлен широкий спектр литературных и художественных жанров, поэзии, рассказов, эссе, книжных иллюстраций, портретов и репродукций картин. Журнал отличался тем, что публиковался в твёрдом переплете и не содержал серийных произведений и рекламы, кроме списков издателей. Он создавался как высококультурное издание, в противовес массовой периодике «конца века». Несмотря на элитистское содержание, журнал хорошо продавался.
Идея создать новый иллюстрированный журнал пришла в начале 1894 года Генри Харланду и Обри Бёрдсли, которые обратились для её реализации к издателю Джону Лейну. Бёрдсли назвал альманах в память о французских декадентских романах, которые издавались в жёлтых обложках. Декаденты выпячивали свою болезненность, а жёлтый цвет предпочитали по той причине, что он устойчиво ассоциировался с болезнью. Так, Оскар Уайльд настойчиво окружал себя подсолнухами и даже украшал ими петлицу своего костюма.
Чтобы подогреть интерес публики, незадолго до выпуска первого номера был издан буклет, среди прочего анонсировавший, что «[ц]ель издателей и редакторов „Жёлтой книги“ — отступить насколько возможно от старой недоброй традиции периодической литературы и представить иллюстрированный журнал как прекрасный образец книгоиздания, современный, выдающийся в литературном и художественном отношении и к тому же популярный в лучшем смысле этого слова». Первый номер журнала с рисунком Бёрдсли на обложке появился в продаже 16 апреля и имел большой успех в том числе благодаря возросшей в то время популярности художника.
Главным редактором журнала был Генри Харланд. Первые четыре номера за художественное оформление отвечал Бёрдсли. Однако арест Оскара Уайльда, чьи работы иллюстрировал художник, а также то совпадение, что писатель на момент задержания имел при себе жёлтую книгу (на самом деле другую книгу с жёлтой обложкой), привели к увольнению иллюстратора. После процесса над Уайльдом журнал стал ассоциироваться в общественном сознании со скандалом и гомосексуальностью, что в конце концов привело к его закрытию. Художественную редакцию последующих номеров взял на себя сам Лейн при поддержке Паттена Уилсона.